# Показники обсягу виробництва
Обчислення макроекономічних показників здійснюється відповідно до системи національних рахунків (СНР), яка містить упорядковану інформацію про всі господарські суб´єкти країни; всі економічні операції, пов´язані з виробництвом і розподілом доходів; усі економічні активи і зобов´язання, що становлять національне багатство.
Показники обсягу виробництва - це дані,що виражені у натуральних чи вартісних вимірниках, і показують кількість продукції,що була вироблена.До таких показників належать:
1. Валова продукція підприємства - вартість усіх готових виробів і напівфабрикатів, виготовлених у звітному періоді із свого матеріалу і матеріалу замовника за вирахуванням вартості готових виробів і напівфабрикатів спожитих у виробництві. Тобто валова продукція показує тільки кінцеву вартість вироблених товарів і не включає вартість виробів спожитих всередині підприємства.
2. Товарна продукція (Обсяг продукції, послуг) - продукція вироблена для реалізації за межами підприємства. Можна визначити на основі валової продукції, для цього з валової продукції віднімається вартість незавершеного виробництва і напівфабрикатів.
3. Реалізована продукція - продукція відвантажена покупцям і оплачена ними в даному періоді. Реалізована продукція включає частину вартості товарної продукції попереднього періоду, якщо оплата за неї проведена в поточному періоді. Тому об'єм реалізованої продукції за певний період може бути більше або менше обсягу товарної продукції за цей же період.
4. Чиста продукція - продукція новостворена працею у тій чи іншій сфері матеріального виробництва. Являє собою різницю між обсягом валової продукції і матеріальними витратами (сировина, матеріали, паливо) в цінах кінцевого споживання. ЧП = Валова продукція - Матеріальні витрати. Чиста продукція відображає вклад підприємства у створення національного доходу країни, так як враховує тільки додану вартість.
5. Нормативна чиста продукція - показник обсягу виробництва, що визначається за порівнянними (стабільним) нормативам, що відображає суспільно необхідні витрати живої праці на виробництво одиниці продукції. Економічним змістом нормативної чистої, як і чистої продукції, є новостворена вартість. Нормативи чистої продукції (НЧП) визначаються на всі вироби, вироблені підприємствами промисловості, одночасно з оптовими цінами.